# Hallo Hallo! Hier spricht Berlin!
Hallo Hallo! Hier spricht Berlin! ist ein Spielfilm aus dem Winter 1931/32 nach einem Roman von Rolf Vanloo. Regie führte Julien Duvivier. Die französisch-deutsche Koproduktion wurde nur in einer Sprachversion hergestellt: Die Darsteller sprechen ihre jeweilige Muttersprache und versuchen sich, so nötig, auch in der jeweiligen Fremdsprache.

## Handlung
Lily und Annette arbeiten in Paris als Telefonistinnen. In Berlin wiederum üben zur selben Zeit Erich und Max dieselbe Tätigkeit aus. Häufig muss Erich Auslandsgespräche stöpseln, sodass es nicht ausbleibt, dass er sich schon mal kurz mit seiner Pariser Kollegin Lily austauscht. Dabei wechseln die beiden auch immer mal wieder persönliche Worte und werden sich allmählich sympathisch. Eines Tages finden Lily und Erich, dass es doch eigentlich an der Zeit wäre, sich persönlich kennen zu lernen, und so verabredet man sich zu einem bestimmten Zeitpunkt in Paris. Doch Erichs Dienstplan erlaubt es nicht, den abgemachten Termin wahrzunehmen, und so versucht er, Lily telefonisch zu erreichen, um ihr Bescheid zu geben, dass er später kommt. Doch Erich erreicht nur Lilys Kollegin Annette, die Lily seine Verspätung ausrichten möge. Annette ist zwar mit dem Journalisten Jacques Dumont zusammen, aber das bedeutet für sie ja nicht, dass sie auf ein kleines Abenteuer mit dem Deutschen verzichten muss. Und so entschließt sich Annette dazu, Erichs Nachricht nicht an Lily weiterzugeben und an ihrer Stelle Erich am Bahnhof in Paris in Empfang zu nehmen.
Daheim in Berlin hat Erichs Kollege Max dessen Auslandsgespräch mitgehört. Da er zum verabredeten Termin Zeit hat, reist er anstelle von Erich nach Paris, um Lily kennenzulernen. Lily, die nichts von der Terminverschiebung ahnt, holt den vermeintlichen Erich ab. Sie ist ein wenig enttäuscht, hat sie sich doch ein anderes Bild von ihm gemacht. Man verbringt einen gemeinsamen Abend am Montmartre, doch als Max etwas zudringlich wird, weicht sie ihm aus. Derweil reist nun auch Erich an und wird von Annette in der Rolle der Lily vom Bahnhof abgeholt. Auch er hat sich die junge Dame etwas anders vorgestellt und ist wie Lily von der neuen Bekanntschaft enttäuscht. Da Annette denselben Fehler begeht wie Max gegenüber Lily, beendet Erich den Kurztrip frühzeitig und kehrt ein wenig vergrätzt nach Berlin zurück. Zu allem Überfluss hat nun auch noch Lilys und Erichs private Telefoniererei böse Konsequenzen, denn beide verlieren ihren Job. Doch der große Zufall bringt das Königskinderpaar doch noch zusammen: Während Erich eine neue Anstellung im Berliner Hotel Adlon findet, arbeitet Lily nun als Sekretärin Dumonts. Im Rahmen einer Dienstreise checkt sie in genau diesem Hotel in der deutschen Hauptstadt ein. Das Tischtelefon im nahen Tanzlokal Schnauze macht es möglich, dass die beiden sich an ihren Stimmen wiedererkennen – Happy End nicht ausgeschlossen.

## Produktionsnotizen
Die Dreharbeiten zu Hallo Hallo! Hier spricht Berlin! begannen am 8. Dezember 1931 und endeten am 22. Januar 1932. Die Außenaufnahmen entstanden in der französischen und der deutschen Hauptstadt, die Ateliersequenzen im Jofa-Atelier in Berlin-Johannisthal. Die Uraufführung erfolgte am 15. März 1932 in Berlins UFA-Palast am Zoo, die Pariser Premiere war am 8. Dezember 1932 im Kino Miracles.
Produzent Frank Clifford übernahm auch die Produktionsleitung, Erich Czerwonski entwarf die Filmbauten. Erich Lange und Hans Bittmann sorgten für den Ton. Kurt Schröder hatte die musikalische Leitung, Max Kolpe schrieb die Liedtexte und Wolfgang Loë-Bagier war Duviviers deutscher Regieassistent.
Die Garderobiere und gelegentliche Kostümbildnerin Anni Loretto (Jahrgang 1894) gab ihr Filmdebüt. Sie war bis 1960 im Filmgeschäft tätig.

## Kritik
Die Österreichische Film-Zeitung schrieb: „Der Film … ist von Julien Duvivier einfallsreich inszeniert worden. Besonders gelungen sind die nächtlichen Aufnahmen von Paris und Berlin. (…) Der Film ist originell, sehr gut im Ton, witzig und pikant … .“